# Peritonismus
Peritonismus ist ein Reizzustand des Bauchfelles (Peritoneum), der auch ohne systemische Entzündungszeichen vorliegen kann. Bei der Peritonitis handelt es sich um eine oft lebensbedrohliche Entzündung.
Peritonismus äußert sich durch:
- Druckschmerzhafte Bauchdecke bei der manuellen Untersuchung (Palpation)
- Loslassschmerz: wird bei der manuellen Untersuchung die Hand plötzlich vom Bauch weggezogen, fühlt der Patient ebenfalls Schmerzen
- nicht obligat Abwehrspannung: d. h. unwillkürliches Anspannen der Bauchmuskeln des Patienten. Im Extremfall spricht man von einem „brettharten“ Bauch.

Siehe akutes Abdomen für Krankheiten, bei denen man einen Peritonismus antreffen kann.